# Americký X Factor
Americký X Factor (v anglickém originále The X Factor) byla americká hudební soutěž vytvořená Simonem Cowellem, odvozená od původní stejnojmenné anglické verze. Soutěž hledala nové pěvecké talenty (sólo umělce i skupiny), kteří spolu bojovali o hlasy. Vítěz získal nahrávací smlouvu s nahrávací společností Simona Cowella Syco Music. Vítězi proběhlých třech řad byli Melanie Amaro, Tate Stevense a Alexe & Sierru.

## Historie
Americký X Factor se začal vysílat 21. září 2011 a od té doby byl vysílán ještě dvakrát v tomtéž období od září do prosince. Soutěžící byly rozděleni do čtyř kategorií. Ve třetí sérii soutěže byly kategorie: dívky, chlapci, skupiny a starší 25 let. Každý porotce měl na starosti jednu kategorii, kterou mentoroval.
Původní panel porotců se skládal ze Simona Cowella, Pauly Abdul, Cheryl Cole a L.A. Reada s Nicole Scherzinger a Stevem Jonesem jako moderátory. Nicole později nahradila Cheryl. Demi Lovato a Britney Spears se připojili k porotcům do druhé série a nahradili tak Nicole Scherzinger a Paulu Abdul, zatímco Khloé Kardashian a Mario Lopez nahradili moderátora Steveho Jonese. Ve třetí sérii nahradily Britney Spears a L. A. Reada Kelly Rowland a Paulina Rubio, zatímco Mario Lopez se vrátil jako moderátor bez Khloé.
7. února 2014 stanice FOX oznámila, že čtvrtá řada show již nebude objednána, o den později se Simon Cowell rozhodl vrátit do anglické verze soutěže.
V Česku byl pořad vysílán v roce 2012 na stanici Prima Love.

## Porotci a moderátoři

### 1. série
Simon Cowell byl prvním potvrzeným porotcem. Později byli oznámeni jako porotci držitel ceny Grammy, producent L.A. Reid, bývalá porotkyně X Factoru ve Velké Británii Cheryl Cole a bývalá porotkyně Amerika hledá superstar Paula Abdul. Moderátor byl vybrán 8. května 2011, kdy Nicole Scherzinger a Welsh oznámili, že soutěž bude moderovat Steve Jones. To se změnilo 26. května 2011, kdy bylo oznámeno, že Cheryl Cole nahradí Nicole Scherzinger. Paula Abudul později prozradila, že Cheryl odešla poté, co jí byla nabídnuta pozice porotce v anglické verzi soutěže.

### 2. série
9. ledna 2012 stanice FOX ohlásila, že ve druhé sérii nastanou změny. Moderátor Steve Jones a porotkyně Nicole Scherzinger a Paula Abdul se nevrátili a byly hledány jejich náhrady. 9. května 2012 Britney Spears oficiálně podepsala smlouvu a stala se porotkyní. 13. května byla potvrzena další porotkyně, Demi Lovato. 26. června 2012 Simon potvrdil, že má pět kandidátů na moderátora: Stacy Keiber, Maria Lopeze, Khloe Kardashian, Kelly Osbourne, Terrence J. Erin Andrewse a Mika Cathlerwooda. 15. října bylo potvrzeno, že moderátory se stanou Khloe Kardashian a Mario Lopez.

### 3. série
22. října 2012 bylo oznámeno, že se uskuteční i třetí řada soutěže a Simon Cowell byl potvrzen jako porotce. 14. prosince 2014 bylo oznámeno, že L.A. Reid se jako porotce nevrátí. 11. ledna 2013 bylo oznámeno, že Britney Spears se nevrátí jako porotce, aby se mohla věnovat své kariéře. 28. března 2013 byl potvrzen návrat Demi Lovato a 22. dubna 2013 bylo potvrzeno, že Mario Lopez bude opět moderátorem, tentokrát však bez Khloe Kardashian. 20. května bylo oznámeno, že bývalá porotkyně anglické verze Kelly Rowlen a mexická zpěvačka Paulina Rubio se staly porotkyněmi pro 3. sérii.

## Finalisté

### 1. série
Klíč:
Zelená barva - 1. místo
Růžová barva - 2. místo
Modrá barva - 3. místo
| Skupina (mentor)        | Soutěžící       | Soutěžící     | Soutěžící      | Soutěžící        | Soutěžící     |
| ----------------------- | --------------- | ------------- | -------------- | ---------------- | ------------- |
| Chlapci (Reid)          | Astro           | Marcus Canty  | Chris Rene     | Phillip Lomax    |               |
| Dívky (Cowell)          | Melanie Amaro   | Simone Battle | Rachel Crow    | Drew Ryniewitcz  | Tiah Tolliver |
| Starší 25 (Scherzinger) | LeRoy Bell      | Stacy Francis | Dexter Haygood | Josh Krajcik     |               |
| Skupiny (Abdul)         | The Brewer Boys | InTENsity     | Lakoda Rayne   | The Stereo Hogzz |               |

### 2. série
Klíč:
Zelená barva - 1. místo
Růžová barva - 2. místo
Modrá barva - 3. místo
| Skupina (mentor)     | Soutěžící       | Soutěžící     | Soutěžící            | Soutěžící     |
| -------------------- | --------------- | ------------- | -------------------- | ------------- |
| Teenageři (Spears)   | Beatrice Miller | Arin Ray      | Carly Rose Sonenclar | Diamond White |
| Adolescenti (Lovato) | CeCe Frey       | Jennel Garcia | Willie Jones         | Paige Thomas  |
| Starší 25 (Reid)     | Vino Alan       | Jason Brock   | David Correy         | Tate Stevens  |
| Skupiny (Cowell)     | Emblem3         | Fifth Harmony | LYRIC 145            | Sister C      |

### 3. série
Klíč:
Zelená barva - 1. místo
Růžová barva - 2. místo
Modrá barva - 3. místo
| Skupina (mentor)    | Soutěžící      | Soutěžící     | Soutěžící       | Soutěžící       | Soutěžící |
| ------------------- | -------------- | ------------- | --------------- | --------------- | --------- |
| Chlapci (Rubio)     | Carlos Guevara | Josh Levi     | Carlito Olivero | Tim Olstad      |           |
| Dívky (Lovato)      | Khaya Cohen    | Danie Geimer  | Rion Paige      | Ellona Santiago |           |
| Starší 25 (Rowland) | Jeff Gutt      | James Kenney  | Lillie McCloud  | Rachel Potter   |           |
| Skupiny (Cowell)    | Alex & Sierra  | Restless Road | RoXxy Montana   | Sweet Suspense  |           |

## Sledovanost ČR
| Epizoda                      | Datum              | Sledovanost |
| ---------------------------- | ------------------ | ----------- |
| Konkurzy 1                   | 15. září 2012      | 150 tisíc   |
| Konkurzy 2                   | 22. září 2012      | 132 tisíc   |
| Konkurzy 3                   | 29. září 2012      | 100 tisíc   |
| Bootcamp 1                   | 6. října 2012      | 102 tisíc   |
| Bootcamp 2                   | 6. října 2012      | 128 tisíc   |
| Bootcamp 3 / Judges' Homes 1 | 13. října 2012     | 120 tisíc   |
| Judges' Homes 2              | 13. října 2012     | 120 tisíc   |
| Judges' Homes 3              | 27. října 2012     | 75 tisíc    |
| LIVE Show 1                  | 3. listopadu 2012  | 76 tisíc    |
| LIVE Results 1               | 6. listopadu 2012  | 65 tisíc    |
| LIVE Show 2                  | 10. listopadu 2012 | 80 tisíc    |
| LIVE Results 2               | 10. listopadu 2012 | 86 tisíc    |
| LIVE Show 3                  | 17. listopadu 2012 | 73 tisíc    |
| LIVE Results 3               | 17. listopadu 2012 | 89 tisíc    |
| LIVE Show 4                  | 24. listopadu 2012 | 70 tisíc    |
| LIVE Results 4               | 24. lustopadu 2012 | 60 tisíc    |
| LIVE Show 5                  | 1. prosince 2012   | 82 tisíc    |
| LIVE Results 5               | 1. prosince 2012   | 78 tisíc    |